# Lijst Eenheid Baarle-centrum-Zondereigen
Lijst Eenheid Baarle-centrum-Zondereigen (LEBCZ) was een Belgische lokale politieke partij in Baarle-Hertog. 

## Geschiedenis
De partij ontstond in de aanloop naar de gemeenteraadsverkiezingen van 1982. Ze overtuigden die stembusgang 34,50% van de kiezers, goed voor vier zetels in de gemeenteraad. De verkozenen waren Carolus Dirven, Eduardus Versmissen, Leopold Gladines en Carolus Kin. LEBCZ vormde na de verkiezingen een bestuursmeerderheid met de CDK.